# ОШ „Димитрије Туцовић” ИО Златибор
ОШ „Димитрије Туцовић” ИО Златибор, градском насељу на територији општине Чајетина, основана је 1980. године.

## Историја школе
Са порастом броја ученика, почетком седамдесетих година 20. века, постојала је оправданост захтева којим су грађани, преко Месне заједнице, све чешће тражили отварање школе у овом туристичком месту. ОШ „Димитрије Туцовић” из Чајетине прихвата обавезу да интегрише будућу школу као своје издвојено одељење и да обезбеди стручну наставу. 
По оснивању формирана су четири разреда, од ученика који су до тада похађали школу у Чајетини. Са ученицима су дошле и учитељице Станимирка Дабић, Босиљка Весовић и Милена Божовић, док је Виђека Илић стигла из издвојеног одељења чајетинске школе у Семегњеву. Након завршеног четвртог разреда, деца са Златибора су школовање настављала у Чајетини. Током 1998. године, уз златиборску школу дозидано је шест учионица за кабинетску наставу и радионица за техничко образовање, што је омогућило да 1. септембра исте године почне са радом осморазредна школа.

## Зграда школе
Зграда школе је једноспратна грађевина, са подрумским просторијама, која је у горњем делу имала четири учионоце, ходник, наставничку канцеларију и санитарни чвор, а у доњем кухињу са трпезаријом и просторију за васпитну групу предшколског узраста. Уз постојећу грађевину 1998. године дозидано је шест учионица за кабинетску наставу и радионица за техничко образовање, тако да је данас школска зграда двоспратна са пространим, функционалним учионицама. Од 2004. године уз школску зграду се гради велика фискултурна сала.